# 特雷斯坎托斯
特雷斯坎托斯（西班牙語：Tres Cantos），是西班牙马德里自治区的一个市镇。总面积38平方公里，总人口46046人（2017年），人口密度1200人/平方公里。

## 图集

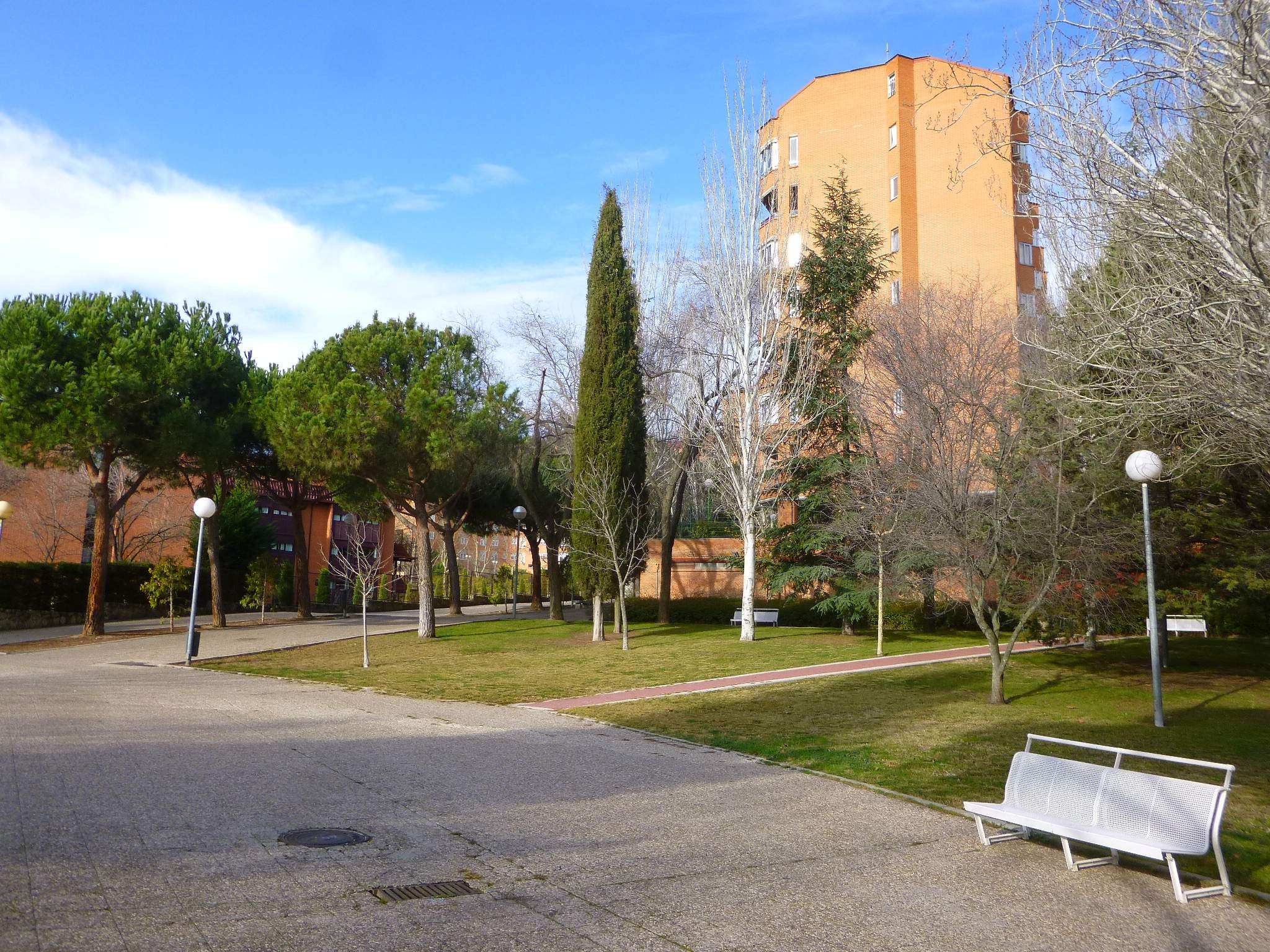
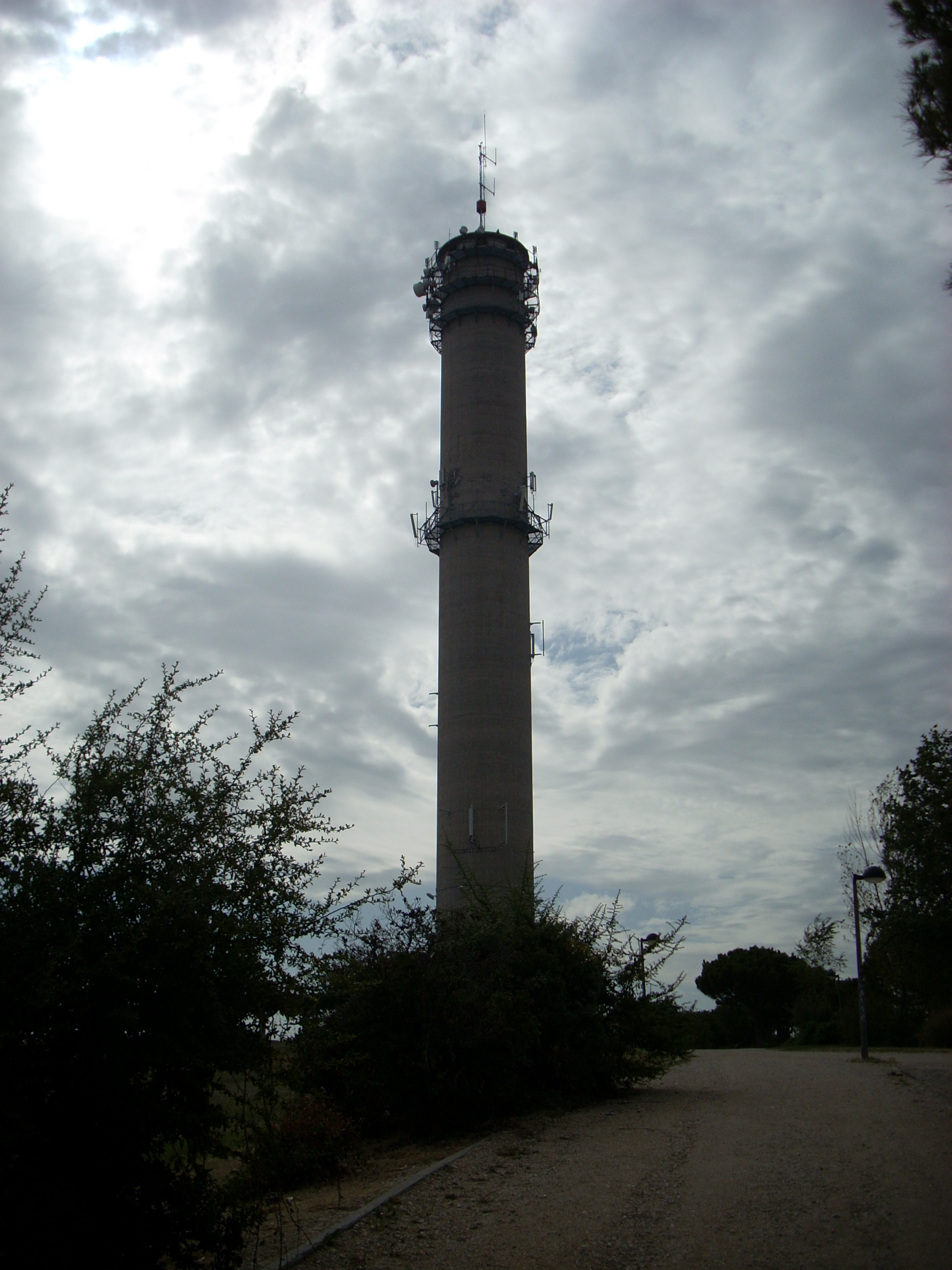
水塔
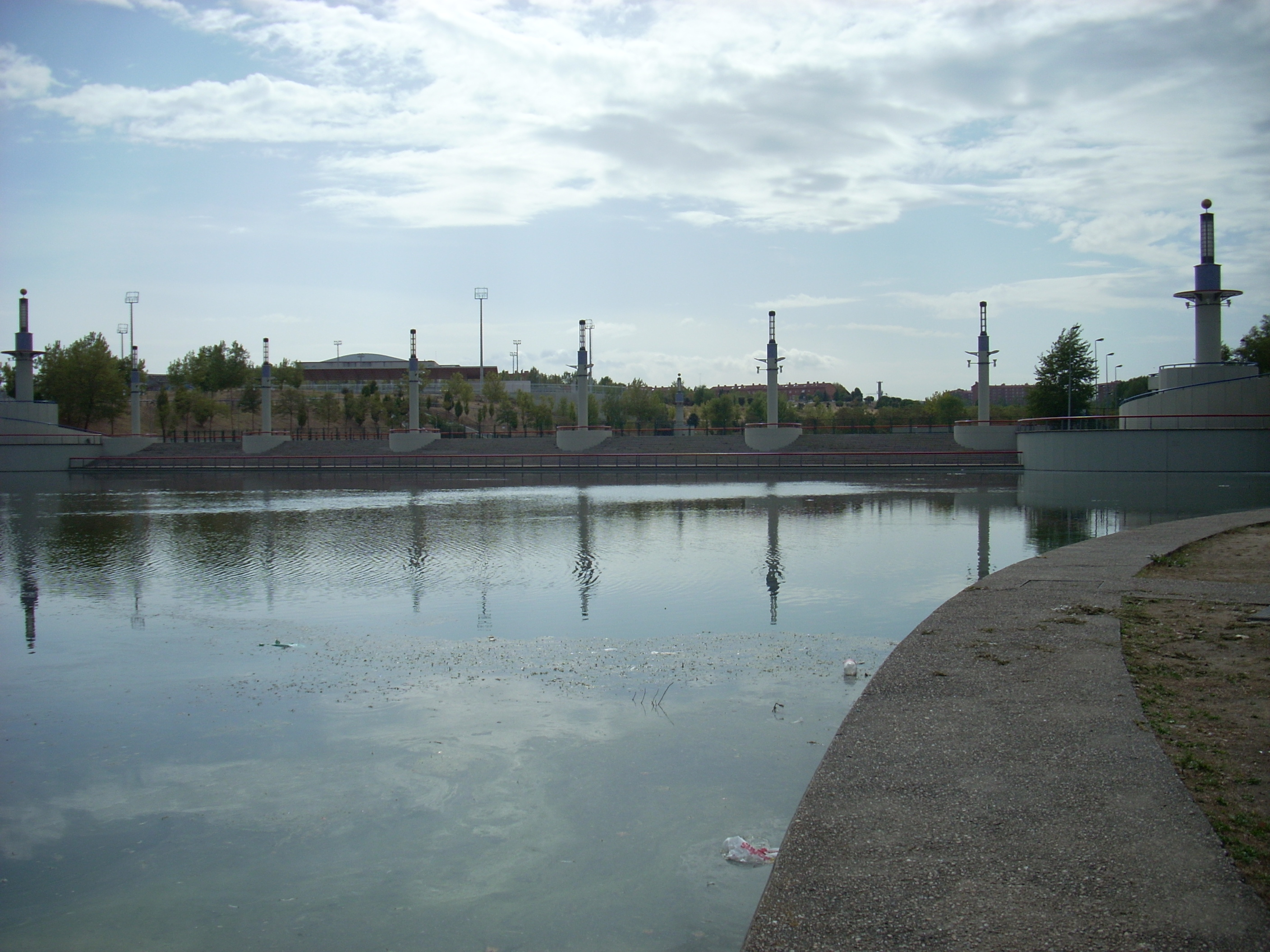
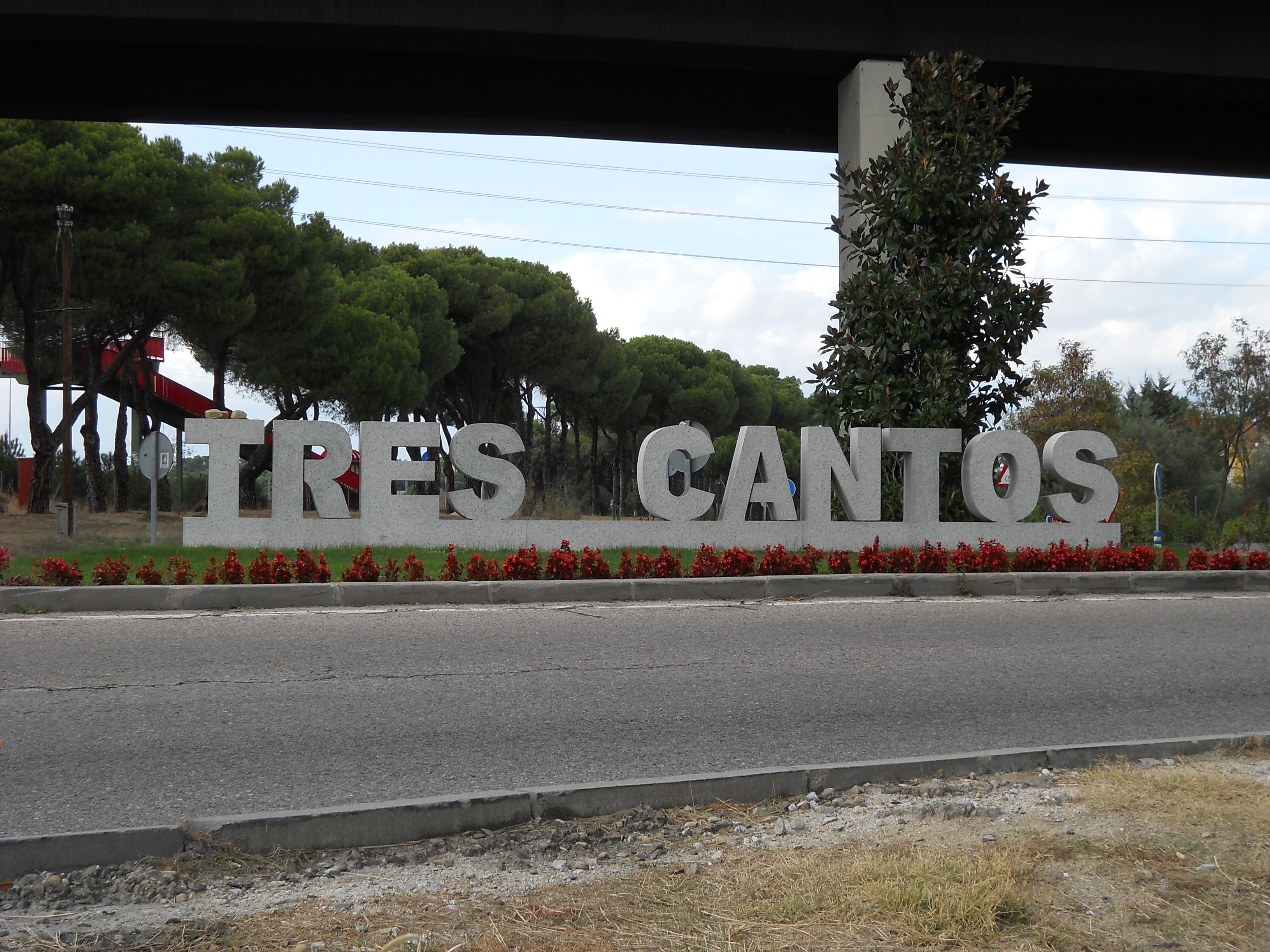
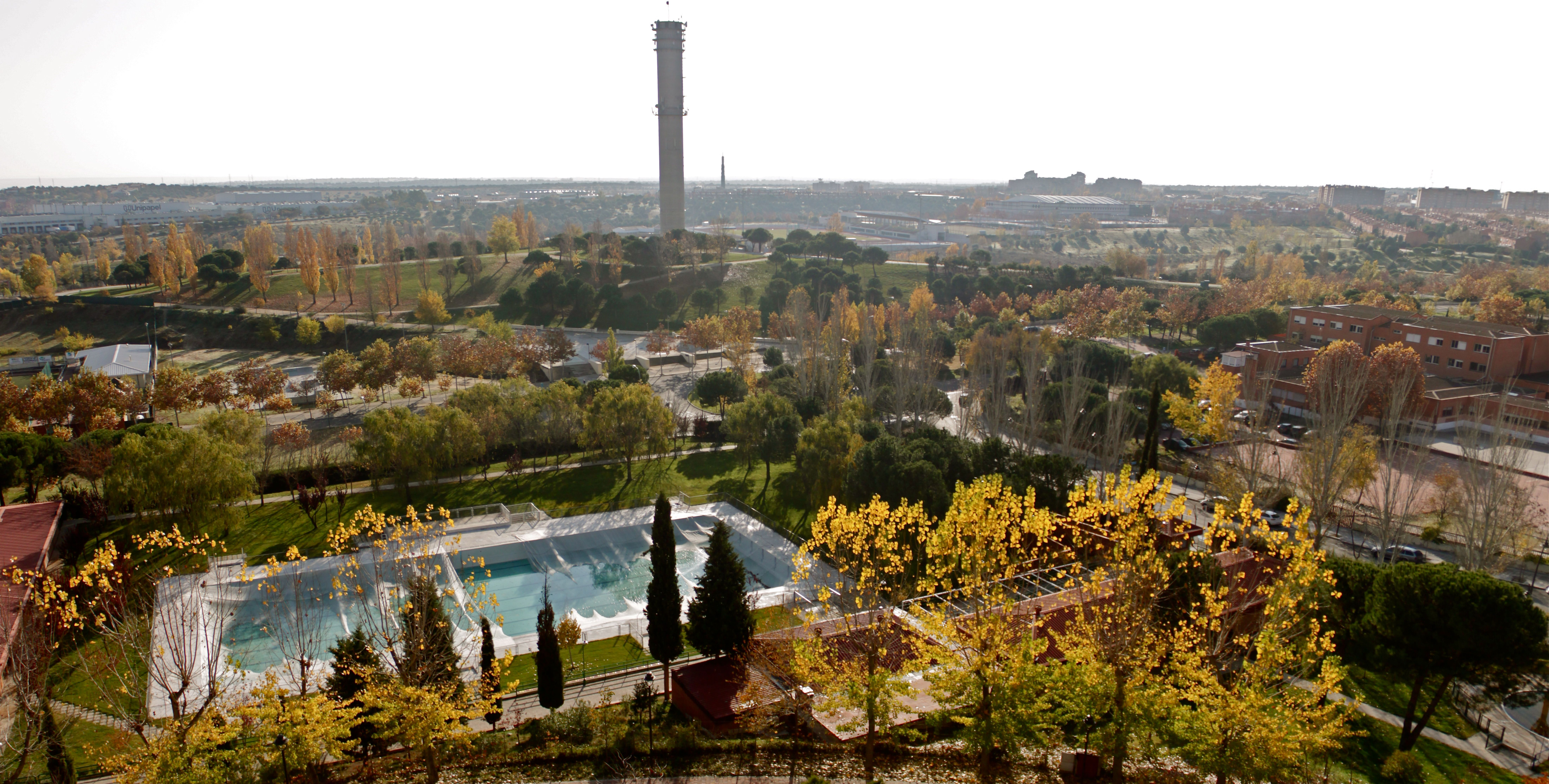